# Molophilus lewis
Molophilus lewis är en tvåvingeart som beskrevs av Günther Theischinger 1994. Molophilus lewis ingår i släktet Molophilus och familjen småharkrankar. Inga underarter finns listade i Catalogue of Life.